# Barbara Dunst
Barbara Dunst (Graz, 25 september 1997) is een voetbalspeelster uit Oostenrijk. Ze speelt als middenvelder voor Eintracht Frankfurt in de Bundesliga.

## Clubcarrière
Dunst begon met voetballen bij SV Anger in 2004, waar ze acht jaar uitkwam in een jongensteam. In november 2012 tekende Dunst haar eerst profcontract bij LUV Graz, actief in de ÖFB-Frauenliga. Ze maakte haar debuut in deze competitie op 10 november 2012 in een wedstrijd tegen FC Wacker Innsbruck. Voorafgaande aan het seizoen 2014/15 maakte ze de overstap naar competitiegenoot en regerend landskampioen SKN St. Pölten. Met deze club werd Dunst landskampioen en won ze de Oostenrijkse beker. Daarnaast kwam ze uit in de Champions League, waarin ze tweemaal de achtste finales wist te halen. In de winterstop van het seizoen 2016/17 maakte Dunst de overstap naar het Duitse Bayer 04 Leverkusen. Ze maakte haar debuut in de Bundesliga op 19 februari 2017 in een 1-1 gelijkspel tegen FC Carl Zeiss Jena. Op 21 juni 2017 maakte Dunst een transfer naar MSV Duisburg. Na twee jaar ging ze een dienstverband aan bij Eintracht Frankfurt. Op 20 maart 2025 tekende Dunst een driejarig contract bij FC Bayern München, waarvoor ze vanaf het seizoen 2025/26 zal uitkomen.

## Statistieken
| Seizoen | Club                | Land      | Competitie | Wedstrijden | Doelpunten |
| ------- | ------------------- | --------- | ---------- | ----------- | ---------- |
| 2016/17 | Bayer 04 Leverkusen | Duitsland | Bundesliga | 10          | 0          |
| 2017/18 | MSV Duisburg        | Duitsland | Bundesliga | 21          | 0          |
| 2018/19 | MSV Duisburg        | Duitsland | Bundesliga | 22          | 2          |
| 2019/20 | Eintracht Frankfurt | Duitsland | Bundesliga | 22          | 3          |
| 2020/21 | Eintracht Frankfurt | Duitsland | Bundesliga | 21          | 0          |
| 2021/22 | Eintracht Frankfurt | Duitsland | Bundesliga | 22          | 5          |
| 2022/23 | Eintracht Frankfurt | Duitsland | Bundesliga | 21          | 1          |
| 2023/24 | Eintracht Frankfurt | Duitsland | Bundesliga | 22          | 5          |
| 2024/25 | Eintracht Frankfurt | Duitsland | Bundesliga | 10          | 1          |
| Totaal  | Totaal              | Totaal    | Totaal     | 171         | 17         |

Laatste update: 24 maart 2025

## Interlandcarrière
Dunst werd in oktober 2015 voor het eerst opgeroepen voor het Oostenrijkse voetbalelftal voor een EK kwalificatieduel tegen Israël. In maart 2016 won ze met haar land de Cyprus Women's Cup. 
Dunst werd in 2017 opgenomen in de Oostenrijkse selectie voor het op het EK in Nederland. Op het volgende EK in 2022 in Engeland was Dunst eveneens van de partij.